# Power Rangers Turbo
Power Rangers Turbo è la terza serie dei Power Rangers. È preceduta dal film Turbo Power Rangers - Il film e si basa sulla 20ª serie di Super Sentai Gekisou Sentai Carranger (tradotto in italiano come lo Squadrone da Gara Carranger). Vede l'entrata in scena dei personaggi Alpha 6 e Dimitria, e l'introduzione di nuovi Power Rangers quali T.J. Johnson (2° Red Turbo Ranger), Cassie Chan (2° Pink Turbo Ranger), Carlos Vallerte (2° Green Turbo Ranger), Ashley Hammond (2° Yellow Turbo Ranger) e del primo Power Ranger bambino (Justin Stewart, il Blue Turbo Ranger).

## Trama
Ai Power Rangers (Tommy, Adam, Katherine, Tanya e Justin) vengono conferiti i Turbo Poteri per combattere le forze della nuova nemica Divatox. A sorpresa dei Rangers Zordon e Alpha 5 se ne vanno dalla Terra per ritornare a Eltar, il pianeta d'origine del primo, lasciando al loro posto come mentore la potente Dimitria e Alpha 6. I Rangers sono anche aiutati dal Blue Senturion, un robot-poliziotto intergalattico. Quattro degli originali Power Rangers decidono di ritirarsi, passando la torcia ai nuovi Rangers: T.J., Carlos, Ashley e Cassie.
Il misterioso Phantom Ranger, del quale non viene rivelata l'identità e i cui poteri provengono da Eltar, arriva sulla Terra nel momento giusto e aiuta i Rangers. Il Generale Havoc, fratello di Divatox, arriva portando con sé una nuova base spaziale per la sorella e il potentissimo Zord Metallasaurus con il quale riesce a rapire il Turbo Megazord. Il Phantom Ranger, del quale Cassie è innamorata, dona ai Rangers i Rescuezords, con i quali sconfiggono Metallasaurus e recuperano il loro Turbo Megazord.
Nonostante gli eroici successi dei Turbo Rangers, tutto finisce male: i Rangers eliminano il potentissimo mostro Goldgoyle sacrificando il Rescue Megazord ma l'esplosione non basta e il mostro distrugge il Turbo Megazord, Dimitria e il Blue Senturion tornano a Eltar (che è caduto alle forze del male del Dark Specter), il Centro di Comando viene assalito dai Piranhatrons di Divatox e i Rangers vengono a sapere che Zordon è stato catturato da Dark Specter e Divatox lo sta raggiungendo sul Pianeta Cimmarian. Ai disperati Rangers (tranne Justin) tocca quindi salire a bordo di uno Space Shuttle della NASADA e seguire la piratessa spaziale nel cosmo.

## Episodi
| Stagione       | Episodi | Prima TV USA | Prima TV Italia |
| -------------- | ------- | ------------ | --------------- |
| Prima stagione | 45      | 1997         |                 |

## Personaggi e interpreti

### Rangers
- Red Turbo Ranger: inizialmente è Tommy Oliver, che viene poi sostituito da T.J. Johnson;
- Pink Turbo Ranger: inizialmente è Katherine Hillard, che viene poi sostituita da Cassie Chan;
- Yellow Turbo Ranger: inizialmente è Tanya Sloan, che viene poi sostituita da Ashley Hammond;
- Green Turbo Ranger: inizialmente è Adam Park, che viene poi sostituito da Carlos Vallerte
- Blue Turbo Ranger: è Justin Stewart, il primo Ranger bambino, non sostituito da alcuno nel corso della serie;
- Phantom Ranger: è un guerriero misterioso che fa la sua comparsa in alcuni episodi, ma la sua identità non viene rivelata;
- Blue Senturion: è un guerriero robot proveniente dal futuro che aiuta i Rangers in più occasioni.

### Megazord
- Turbo Megazord: Primo Megazord dei Turbo Rangers. Viene distrutto nella battaglia finale.
- Red Lightning Turbozord: Guidato dal Red Ranger, è una macchina da corsa rossa che forma la testa, il petto e la schiena del Megazord.
- Mountain Blaster Turbozord: Pilotato dal Blue Ranger, è un Quad 4x4 blu; esso forma la vita e le parti superiori delle gambe del Megazord.
- Desert Thunder Turbozord: Appartenente al Green Ranger, è un Jeep verde che forma la parte inferiore della gamba destra del Megazord.
- Dune Star Turbozord: Zord della Yellow Ranger, è un furgone giallo che forma la parte inferiore della gamba sinistra del Megazord.
- Wind Chaser Turbozord: Utilizzato dalla Pink Ranger, è una macchina sportiva che forma le braccia del Megazord.